# Franklin Adreon
Franklin Adreon (Gambrills, 18 novembre 1902 – Ventura County, 10 settembre 1979) è stato un regista e produttore cinematografico statunitense.

## Biografia
Durante la seconda guerra mondiale combatté negli United States Marine Corps. Fu regista di numerosi episodi di telefilm quali Lassie, Avventure in fondo al mare e Everglades. Morì all'età di 76 anni.

## Filmografia parziale
- Trader Tom of the China Seas (1954)
- Panther Girl of the Kongo (1955)
- King of the Carnival (1955)
- Squadra criminale: caso 24 (1955)
- Quando la gang colpisce  (1956)
- Furia omicida (1956)
- I quattro cavalieri del terrore (1957)
- The Steel Whip (1958)
- The Nun and the Sergeant (1962)
- Cyborg anno 2087 metà uomo metà macchina... programmato per uccidere (1966)
- Dimension 5 (1966)